# ورنر ویتیگ
ورنر ویتیگ (انگلیسی: Werner Wittig; ۲۳ مهٔ ۱۹۰۹ – ۴ فوریهٔ ۱۹۹۲) دوچرخه‌سوار اهل آلمان بود. وی در بازی‌های المپیک تابستانی ۱۹۳۲ شرکت کرده است.